# Morlákok
A morlák (szerbhorvátul: Morlaci, Crni Vlasi, cirill betükkel: Морлаци) elnevezést egy Hercegovinában, Likában és Dalmát Zagorában élő keresztény paraszti közösségre értették. Nem konkrét etnikumot jelölt, összefoglaló kifejezés volt. A nevet kezdetben a horvát hegyekben élő vlach állattenyésztő közösségre használták a 14. század második fele és a 16. század eleje között. Később, mikor ez a közösség a 17. században a velencei–török határnál időzött, akkor a megnevezés a szláv nyelvű, főleg görögkeleti, és kisebb mértékben a római katolikus rész között oszlott meg.
A megnevezés a 18. század végére megszűnt etnikai csoportot jelölni és sértő felhangot kapott, de társadalmi vagy kulturális antropológiai tekintetben megújult. A 19. századi nemzetté válások idejében Dalmát Zagora lakossága vagy horvát, vagy szerb etnikai identitást vett fel, de némely közös társadalmi-kulturális vonást mégis megőrzött.

## Etimológia
A morlák szó az olasz morlacco és a latin morlachus, vagy murlachus szavakból származik, de rokona a görög Μαυροβλάχοι (Maurovlachoi) szónak is. A jelentése: fekete vlachhok (a görög μαύρο mauro „sötétet”, „feketét” jelent). A horvát és szerb szó egyes számban a „morlak”; többesszáma pedig a „morlaci” [mor-latsi]. A dukljai pap krónikája egyes 16. századi kiadásában morlákoknak vagy fekete latinoknak nevezik őket. Petar Skok szerint a latin maurus és a görög maurós („sötét”) szóból ered. Az au és av kettőshangzók a dalmát-római lexikális maradványra utalnak.
Dimitrie Cantemir Az ottomán birodalom felemelkedése és hanyatlása című munkájában említi, hogy amikor III. Bogdán moldvai fejedelem behódolt a törököknek, akkor a törökök a moldvaiakat "Ak iflac", vagy Ak Vlach (azaz fehér vlachok) néven hívták, míg a havasalföldieket "Kara iflac", vagy Kara Vlach (azaz fekete vlachok) néven emlegették. A "fekete vlachok" tulajdonképpen az "északi vlachok", mivel a török "kara" szó feketét és északit egyaránt jelent.
A "moro/mavro/mauro vlasi" kifejezéseknek számos magyarázata van. A horvát és szerb nyelvekben a morovlasi közvetlen megfelelője a fekete vlach lenne. A „fekete” a barna anyagból készült ruhájukra utalhatott. A 17. századi velencei/dalmát történész, Johannes Lucius szerint tulajdonképpen „fekete latint” jelentett a parti területek „fehér rómaijával” szemben.  A 18. századi Alberto Fortis Dalmát utazások (1774) című könyvében hosszan ír a morlákokról, és azt fejtegeti, hogy ez a szláv „more” (tenger) szóból származik, azaz morski vlasi a „tengeri vlachoknak” felel meg. A 18. századi Ivan Lovrić Fortis munkájának figyelembevételével arra jutott, hogy ez a név a „more” (tenger) és "(v)lac(s)i" (erős) szavakból áll össze ("a tengernél élő erős emberek"). Azt is megjegyzi, hogy a görögök felső Vlachországot Maurovlachia-nak hívták és a morlákok ezt a nevet úgy hozták magukkal. Cicerone Poghirc és Ela Cosma hasonló nézetet vall, azaz, hogy a szó jelentése „északi latin”, mely az indoeurópai népek ama gyakorlatából ered, hogy a főbb égtájakat színekkel jelölik. Más elméletek szerint ez a sötét helyeken lévő táborhelyeikre és legelőikre utal, vagy a Morava folyó területére, vagy Morea azaz a Peloponnészosz félszigetre. Dominik Mandić szerint pedig az afrikai mauri népcsoport nevéből ered.

## Eredet és kultúra

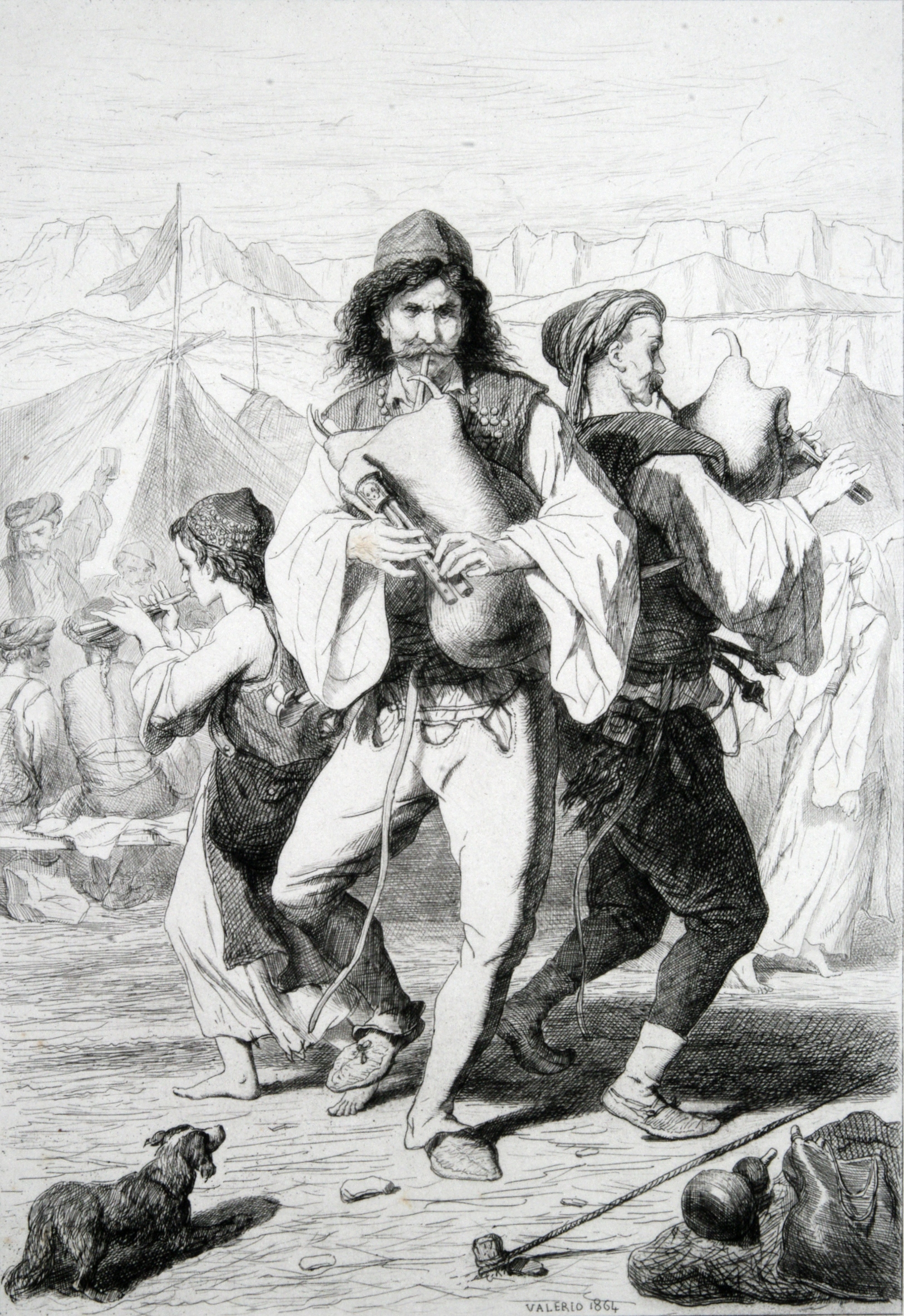
Morlák zenészek Salonából, Théodore Valerio, 1864

A kifejezés etimológiája a vlachokkal való kapcsolatra utal, de ahogy Fortis munkájában (Dalmát utazások) rámutat, abban az időben szláv nyelvűek voltak. A Balkán különböző pontjairól történő migráció miatt a név a későbbi közösségekre is átragadt. A morlákok között voltak keleti ortodox és római katolikus vallásúak is.
Fortis rámutatott a morlákok kinézetében fennálló különbségekre is: a Kotor, Sinj és Knin körül élők általában szőkék, kék szeműek és széles arcúak, míg a Zadvarje és Vrgorac környékiek általában barna hajúak, keskeny arcúak voltak. Természetük is eltért. Habár a városlakók idegeneknek és a periférián élő embereknek látták őket, 1730-ban Zorzi Grimani természetüktől fogva „vadaknak, de nem megszelídíthetetleneknek" írja le őket, Edward Gibbon viszont „barbároknak” nevezi őket, Fortis pedig dicsérte „nemes vadságukat”, erkölcseiket, családi és emberi értékeiket, ugyanakkor panaszkodik a régi hagyományokhoz való konok ragaszkodásukra. Megemlíti, hogy melankolikus dalokat énekeltek a török megszállás idejéről, melyet a hagyományos, egyhúrú hangszerrel, a guszléval kísérnek. Utazásai alatt ismerte meg a „morlák balladát”, a Hasanaginica-t. Manfred Beller és Joep Leerssen a morlákok kulturális jellegzetességeit a délszláv és szerb etnotípusokéval azonosította.
Pásztorként és kereskedőként keresték meg a kenyerüket, de katonának is elszegődtek. A mezőgazdasági munkát elutasították, általában kertjük, gyümölcsösük sem volt, csak ami a szabadban megtermett. Elavult földműves eszközeik voltak. Lovric ezt így magyarázta: „amit az őseink nem csináltak meg, azt mi sem fogjuk". A morlák családoknak 200–600 létszámú nyájaik voltak, a szegényebbeknek pedig 40-50 egyedet számláló nyájaik. Tejet fejtek és különféle tejtermékeket készítettek.
A kortárs I. Lovrić szerint a morlákok olyan szlávok voltak, akik jobban beszélték a szláv nyelvet mint a raguzaiak (a dalmát tengerpart növekvő elolaszosítása miatt). Boško Desnica (1886–1945) – miután velencei iratokat tanulmányozott át – arra a következtetésre jutott, hogy a velenceiek a dalmát szlávjait egy kalap alá vették, és a nyelvüket és a régió írását „Illirico”-nak vagy „Serviano”-nak (szerb) nevezték. Lovrić nem tett megkülönböztetést az vlachok/morlákok és a dalmátok és montenegróiak között. Ezeket szlávoknak tekintette és egyáltalán nem érdekelte, hogy a morlákok túlnyomórészt ortodox keresztények voltak. Fortis feljegyzi, hogy gyakran törtek ki konfliktusok a katolikus és ortodox morlákok között. Egyes morlákok pedig iszlám hitre tértek a török megszállás idején.
Utazás Dalmáciában című könyvében Fortis a morlákok költészetét is bemutatta. Számos morlák dalt is közzétett. Fortis szerint a morlákok megőrizték régi szokásaikat és ruházatukat. Néprajzi jellegzetességeik a hagyományos ruházat, a guszle használata és a hősköltemények voltak.

## Történetük

### Korai történetük
A morlákságot, mint népet először 1344-ben említik a Knin és Korbava környéki területeken a Kurjaković és a Nelipić családok közötti konfliktus idején. A morlák kifejezés pedig egyszerre bukkant fel az vlachok említésével a korai 14. századi horvát krónikákban; 1321-ben egy Krk szigeti pap földet adományozott az egyháznak ("Kneže földjeit, melyet vlachnak is neveznek"), míg 1322 az vlachok szövetséget kötöttek II. Mladen Šubić horvát bánnal a trogiri csatában. Mužić szerint ezekben a korai dokumentumokban nincs kézzelfogható megkülönböztetés az vlach és morlák elnevezések között. Egy 1352-es egyezményben, melyben Zára sót adott el a Velencei Köztársaságnak, Zára visszatartotta a só ama részét, melyet a morlákok és egyéb népek exportáltak a szárazföldön. 1362-ben a morlákság engedély nélkül telepedett meg Trogir területén és pásztorkodott ott néhány hónapig. Zengg 1388-as rendeletében a Frankopánok említik a morowlachi-kat és megszabják a pásztorkodásra fordítható idejüket a hegyekből történő leereszkedésük után.  1417 augusztusában a velencei hatóságok a Dalmát Zagorából érkező „morlákok és egyéb szlávok” miatt aggódtak, mivel Šibenik biztonságát veszélyeztették.
A korai vlachok valószínűleg már a 14. század előtt is éltek horvát területen. Ők voltak a romanizálódott illírek és a preszláv, újlatin nyelveken beszélő népek utódai. A 14. században vlach telepek léteztek a mai Horvátország egész területén, az északi Krk szigettől kezdve, a Velebit- és Dinári-hegység környékén és a déli Krka és Cetina folyók mentén. Ezek a vlachok a 14. század végére, a 15. századra elhagyták – ha egyáltalán beszélték – a újlatin nyelvet, vagy legalábbis kétnyelvűek voltak. A szláv nyelv felvételével az egyetlen jellegzetes vlach vonásuk a pásztorkodás maradt. Az úgynevezett isztrorománok továbbra is a újlatin nyelvet beszélték Krk szigetén és az isztriai egykori Čepić-tó körüli falvakban, míg a tó feletti hegyekben élő egyéb közösségek megőrizték az ikáv akcentussal járó što–ča dialektust. Ez Velebit déli részéről és Zára környékéről származott.
Az isztrorománok és egyéb vlachok (vagy morlákok) 1400 és 1600 között – a pestis és számos pusztító háború kitörése után – letelepedtek Isztrián (továbbá a Ćićarija hegységben), és elérték Krk szigetét is. 1465-ben és 1468-ban említés történik egy morlák bíróról, Gerg Bodolicról és egy Mikul nevű vlach parasztról Krken és Crikvenicában. Isztria (és Ćićarija) velencei kolonizációja az 1520-as évek elejére befejeződik és az vlachok számos esetben Dalmáciába tértek vissza.

### 16. század
A horvát–török határvidék számos korábbi lakója északra menekült, vagy a török hódítók fogságába esett, így lakatlan területek keletkeztek. A Habsburg Birodalom 1522-ben felállította a katonai határőrvidéket. Ez a török kalandozásokkal szemben képzett ütközőzónát. Abban az időben a vlachok egyaránt szolgáltak a hódító ottomán seregben, továbbá Ausztria és Velence haderejében. A határ mindkét oldalán letelepedtek.
1579-ben számos morlák csoport – valószínűleg egy Dalmáciában élő szerb törzs – jelent meg és kérte alkalmazását katonai telepesként. Kezdetben feszültség jelentkezett e betelepülők és a már megállapodott uszkókok között. 1593-ban Cristoforo Valier főfelügyelő három népet nevezett meg az uszkókok alkotóiként: „Senj lakosai, horvátok és a török részekről származó morlákok”.
A morlák név a topográfiába is bekerült: a Velebit-hegységet Montagne della Morlacca (Morlákok hegye) névvel illették, míg a Velebit-csatornát Canale della Morlacca-nak nevezték.
A 16. századtól kezdve a történelmi elnevezés jelentése megváltozik, mivel a legtöbb velencei dokumentumban a morlákokat már általában a Nyugat-Balkán török területeiről (főleg Bosznia-Hercegovinából) érkező bevándorlókra alkalmazzák, legyenek akár ortodox, akár katolikus vallásúak. Ezek a velencei–török határvidéken telepedtek le, a tengerparti városok mögötti területeken. A 17. század elejére Velence fegyveres szolgálatába álltak.

### 17. század

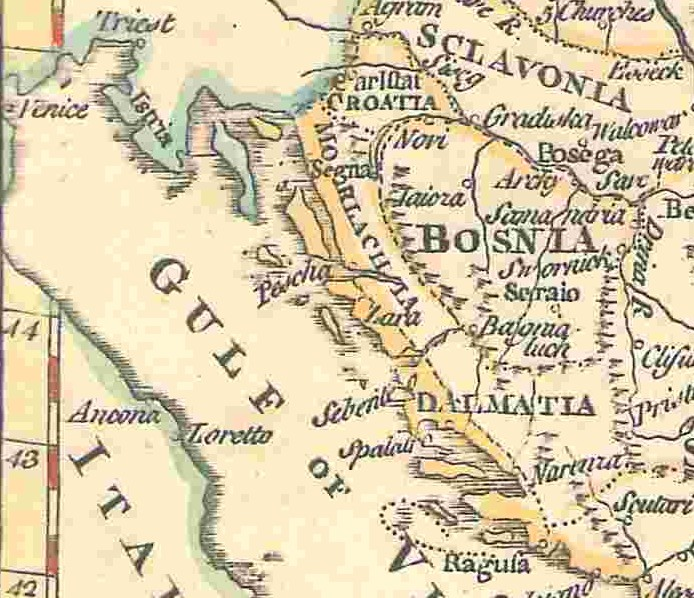
„Morlákia” egy 17. századi térképen. A térkép készítője: Thomas Jefferys (1785)

A krétai háború (1645–69) és a moreai háború (1684–99) idején nagyszámú morlák telepedett le dalmát városok szárazföldi részén, továbbá Zára, Ravni kotari területén. Képzett harcosok voltak és jól ismerték a helyi földrajzi viszonyokat. Fizetett zsoldosokként szolgáltak a velencei és török seregekben. Foglalkozásuk hasonló volt az uszkókokéhoz. A katonai szolgálatuk földhöz juttatta őket, mentesítette őket a bírósági ügyektől, továbbá olyan jogokat adott nekik, mely felmentette őket a teljes adóskötelezettségi törvény alól. Emiatt sokan csatlakoztak az úgynevezett „morlák” vagy „vlach” hadseregekhez.
Ebben az időben élt néhány nevezetes, hőskölteményekben is megénekelt morlák katonai vezető: Janko Mitrović, Ilija és Stojan Janković, Petar, Ilija és Franjo Smiljanić, Stjepan és Marko Sorić, Vuk Mandušić, Ilija Perajica, Šimun Bortulačić, Božo Milković, Stanislav Sočivica, továbbá Franjo és Juraj Posedarski grófok. A vallás szerint megosztva, a Mitrović-Janković család volt az ortodox morlákok vezetője, míg a Smiljanić család a katolikus morlákokat vezette.
A Velencei Köztársaság 1797-es megszűnése után, és a Dalmáciában beálló hatalmi űr nyomán a morlák név használata megszűnt.

## Örökség
A felvilágosodás és a romantika idején a morlákokat tekintették „a primitív szlávság modelljének", a pásztorkodó Árkádia ideális megvalósulásának. Felkeltették az útleírások készítőinek figyelmét, pl. a 17. századi Jacob Sponét és Sir George Whelerét, továbbá a 18. századi írókét, mint Johann Gottfried Herder és Johann Wolfgang von Goethe, akik költészetüket a "Morlackisch" jelzővel illették.  Az 1793-as velencei karneválon morlákokról szóló színdarabot adtak elő Gli Antichi Slavi (Antik szlávok) címmel, 1802-ben pedig ugyanezt balettként gondolták újra Le Nozze dei Morlacchi címmel. A 19. század elején még mindig a primitív múlt relikviáinak és a barbárok prototípusának tekintették őket. H. G. Wells sci-fi írót a kitalált morlokok megalkotására késztette, míg a nők hímzéses kamáslija Thomas Graham Jacksont az amerikai indián nők megjelenésére emlékeztette. A 20. században Alice Lee Moqué 1914-es útleírásában, a Gyönyörű Dalmáciá-ban a népviseletben lévő morlák nők és férfiak szépségét emelte ki, mely „Zára piacterét színpadi díszletté varázsolta, és bánta az új civilizáció megérkezését”.
A Balkánon a fogalom pejoratív színezetet kapott, mely a hegyi, elmaradott embereket jelölte, és még a morlákok (horvátok és szerbek) is elutasították. A horvát népszámlálásokon senki nem vallja magát morláknak.
Az olasz Morlacco sajt (más néven Morlak, Morlach, Burlach, vagy Burlacco) a Monte Grappa régiójában élő és tevékenykedő morlák pásztorok és favágók után kapta a nevét. A "Morlacchi" mai napig olasz családnév.